# Ramygala
Ramygala es una ciudad de Lituania, capital de la seniūnija homónima en el municipio-distrito de Panevėžys de la provincia de Panevėžys.
En 2011, la ciudad tenía una población de 1581 habitantes.
Se ubica unos 20 km al sur de Panevėžys, sobre la carretera A8 que lleva a Kaunas.

## Historia
En documentos medievales, el topónimo Remigale para referirse a este lugar aparece desde el siglo XIII, pero no se menciona claramente la existencia de una localidad aquí hasta 1503, cuando era un miestelis. En la época de la República de las Dos Naciones, fue famoso su mercado de cabras. Su desarrollo urbano se produjo en el siglo XIX, cuando pasó de algo menos de doscientos habitantes a dos mil quinientos, por ser un lugar de paso entre Panevėžys y Kaunas, pero tras la Primera Guerra Mundial perdió la mitad de su población. En 1957, la RSS de Lituania le reconoció el estatus de ciudad. En las décadas posteriores, los soviéticos establecieron aquí el centro administrativo de un koljós.